# Commanderie de Temple Bruer
Pour les articles homonymes, voir Bruer.

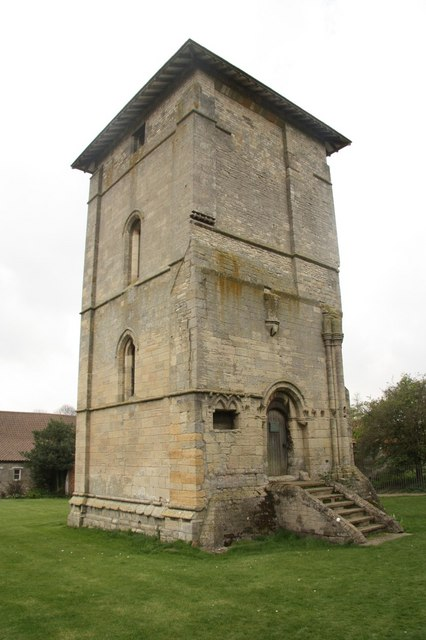
La tour, seul vestige de la commanderie.

La commanderie de Temple Bruer est une commanderie hospitalière et anciennement une commanderie templière qui se trouve dans le Lincolnshire, en Grande-Bretagne.

## Description géographique
Temple Bruer se situe dans le comté du Lincolnshire, dans la région des Midlands de l'Est en Angleterre. Elle est située dans un paysage ingrat, sans reliefs et en grande partie exempt d’arbres, une grande lande qui s'étend au sud de la ville de Lincoln.

## État
À l'heure actuelle, tout ce qui reste de visible est la tour sud de l'église. Cette tour a été restaurée et on y a ajouté un toit. Le site est ouvert au public et il est géré par le Conseil Général du Lincolnshire.

## Historique

### Le début
Le financement des guerres, en particulier dans des endroits aussi lointains que la Terre sainte, était une entreprise très coûteuse. Les Templiers, mais aussi les Hospitaliers, ont financé leurs campagnes militaires par les revenus produits par leurs domaines partout en Europe, y compris dans le Lincolnshire. Grâce à un travail ardu, Temple Bruer deviendra le centre des domaines des Templiers dans le Lincolnshire et l'une des commanderies les plus riches d'Angleterre. La commanderie de Temple Bruer a été fondée à la fin du règne d'Henri II d'Angleterre (entre 1150 et 1160) par William d'Ashby (ou Asheby), qui a été admis comme chevalier. Avant sa mort, il a également donné l'église en 1195. Les autres donateurs étaient Maud de Cauz, John d'Eyncourt, Robert d'Everingham, William de Vescy et Gilbert de Gand. La maison semble avoir été d’une taille et d'une importance considérable.
Au fur et à mesure de son développement, Temple Bruer se verra adjoindre d'autres commanderies, comme South Witham qui deviendra une dépendance.

### La chute
La communauté de Temple Bruer a été dissoute le 10 janvier 1308 lorsqu'Édouard II envoya des chevaliers pour arrêter les moines-chevaliers, accusés de crimes sans aucune justification. L'Ordre sera ensuite définitivement supprimé par le pape Clément V.

### La reprise
En 1338, les Hospitaliers de l'ordre de Saint-Jean de Jérusalem y ont établi une commanderie. Elle était dirigée par le même maître que la maison d’Eagle et il y avait également un châtelain dans la résidence.

## Commandeurs templiers
| Nom du commandeur | Dates         |
| John Wolf         | jusqu'en 1221 |

## Commandeurs hospitaliers
| Nom du commandeur | Dates                            |
| Robert Cort       | jusqu'en 1338                    |
| John Seyvill      | jusqu'en 1415                    |
| John Boswell      | jusqu'en 1493                    |
| Thomas Newport    | jusqu'en 1503                    |
| John Babington    | jusqu'en 1531 (mort en 1534)     |
| Giles Russell     | jusqu'en 1539 dernier commandeur |

## Possessions
Compte tenu des nombreuses donations, Temple Bruer possédait les sites suivants :
- Ashby : église + terres + pâturages.
- Rowston : église + terres
- Bruer : église + terres
- Wellingore : terres
- Brauncewell : terres
- Kirkby : terres
- Heckington : terres
- Burton : terres

## Économie
Paradoxalement, cette région peu hospitalière va faire la fortune des Templiers et de la région. Le travail acharné des Templiers et de leurs gens va transformer cette froide et lugubre région en un bon domaine fertile. C'est à cette période que des villages ont été installés sur les montagnes et les marais. 
La principale production de la commanderie est la laine qui est envoyée en partie vers les marchés locaux mais surtout vers le port de Boston, pour une distribution plus large. Ce sera une période faste pour le Lincolnshire qui jouait alors un rôle économique de premier ordre en Angleterre.
Temple Bruer sera même la deuxième commanderie la plus riche d'Angleterre après Willoughton grâce à cette industrie. En 1308, le revenu de Temple Bruer était de plus de 177 £. Ces revenus provenaient des églises d'Ashby et de Rowston, de la chapelle de Bruer, des terres de Bruer, de Rowston, de Wellingore, d’Ashby, de Brauncewell et de Kirkby, plus au nord. Les dépenses étaient d’environ 84 £. 
La valeur nette de Temple Bruer à la dissolution de l’Ordre était de 16 £ (y compris les possessions annexes).

## Militaire
La plupart des domaines templiers servaient principalement de moyens de générer des revenus, mais celui-ci était différent car il était particulièrement bien adapté pour la pratique et l’entraînement militaires.
Dans la partie méridionale du domaine, aux environs de Byards Leap, les Templiers organisaient des tournois et des joutes. Les grandes étendues de terrains plats faisaient de cet endroit un lieu idéal pour de telles occasions. Les tournois à cette époque étaient de grands simulacres de batailles opposant d'importantes forces militaires.